# Боянжу Марк Озясович
Марк Озясович Боянжу (5 вересня 1929, Херсон — 1995, Херсон) — радянський та український російськомовний дитячий поет.

## Біографія
Марк Боянжу народився 5 вересня 1929 року в Херсоні. Вихованням займалась матір — піаністка Херсонської обласної філармонії. Під час Другої світової війни родина мусила евакуюватися до Киргизстану, де мешкали протягом 1941–1945 років. По тому батько був репресований та висланий до Воркути, куди виїхала вся родина. Тут 1946 року Марк Боянжу закінчив школу.
1947 року вступив на відділення логіки та психології літературного факультету державного педагогічного інституту імені Герцена в Ленінграді. По завершенні навчання 1951 року був спрямований на роботу до міста Пярну в Естонії, де пропрацював педагогом три роки. 1954 року повертається в Херсонську область, де також працює вчителем у смт. Новотроїцьке та селі Посад-Покровське.
Від 1955 року повертається в сам Херсон. Працює вихователем у робітничому гуртожитку, викладачем вечірньої школи, консультантом з охорони пам'яток історії та культури. Протягом 35 років очолював літературне об'єднання при Херсонському міському Палаці піонерів (нині — Палац дитячої та юнацької творчості).
Літературною діяльністю почав займатися з другої половини 1940-х років. З-під його пера вийшло багато дитячих пісень.
Був нагороджений ювілейною медаллю до 100-річчя від дня народження Леніна, медаллю «Ветеран праці», почесним знаком «Відмінник народної освіти України». Лауреат обласної комсомольської премії ім. І. Кулика (1998) за збірку текстів пісень «В тебе, комсомоле, зорева доля», присвячену 70-річчю ВЛКСМ.

## Творчість
В естонський період свого життя тісно співпрацював з композитором Т. Нормадом, який писав музику на численні вірші поета для дітей і про дітей.

Від 1955 року твори Марка Боянжу друкуються російською мовою в періодичних виданнях Херсонщини, України, Естонії. Його поезії перекладалися українською поетами Петром Перебийносом, Миколою Братаном, Анатолієм Кичинським, Анатолієм Кратом тощо.

1991 року вийшла друком перша дитяча поетична збірка «На скрипці дівчинка грала».

1992 — збірка поезій для молодшого та середнього шкільного віку — «Висотний кіт».

1995 — добірка віршів «Чого б це не коштувало!».

1997 — добірка віршів «Сонце — це вранішній птах».

Його поезії та пісні друкувалися в колективних збірках молодих поетів Криму та Херсона (1977); в Херсонській міській Книзі Пам'яті (1994); в щорічному художньо-публіцистичному альманасі «Трамонтан» м. Генічеськ (1993); в літературно-художньому та громадському альманасі «Наддніпрянські зорі» м. Херсон (1958), альманасі «Степ» (№ 1, 1993); в періодичних виданнях: газетах «Правда України», «Текстильник», «Наддніпрянська правда», «Придніпровська зірка», «Новий день», «Ветеран», «Трибуна», «Приазовська правда» та інших.

Все своє творче життя Марк Боянжу мріяв бути прийнятим до лав письменників України, але його найзаповітніша мрія так й не здійснилася.

## Видання
- Висотний кіт: вірші для дітей мол. шк. віку/ пер. з рос. Братан М.; худож. А. Бойченко, О.Герасимова, А. Смірнова та ін. - Дубно: Незабудка, 1992. - 15 с.
- [Вірші]// Малючок Степовичок: антол. дитячої л-ри Херсонщини/ упоряд. А.Крат. — Херсон: Айлант, 2004. — С. 68.
- [Вірші]// Голос надежды: поэтич. сб./ ред.сост. В. С. Плоткин; худож. Н.Кислинская. — Херсон: Айлант, 1998. - С. 73—76.
- На скрипке девочка играла: стихи для мл. шк. возраста/ вступ. ст. А. Дрозд; ред. Е. И. Любомская. - Херсон, 1992. - 52 с.
- Солнце — это утренняя птица: стихотворения: для мл. и сред. шк. возраста/ худож. Л. Дугенцова. - Херсон: ИЦ «Пилотные школы», 1997. - 24 с. : ил.
- Чего бы то ни стоило! : Стихи. - Херсон, 1995. - 38 с.
- Баллада о бескозырках // Херсонская городская Книга Памяти / сост. В. П. Якименко. - Херсон: Приднепровье, 1994. - С. 21.

## Про Марка Боянжу
- Марк Боянжу// Голос надежды: поэт. сб./ ред.сост. В. С. Плоткин; худож. Н.Кислинская. — Херсон: Айлант, 1998. - С. 73.